# Cello Counterpoint
Cello Counterpoint est une œuvre de musique contemporaine de Steve Reich composée pour un octette de violoncelles ou un violoncelle seul et bande magnétique multicanaux, en 2003.

## Historique
Cello Counterpoint est une commande de la Fondation Koussevitzky de la Bibliothèque du Congrès des États-Unis, du Conservatoire royal de La Haye et de l'Université de Leyde pour la violoncelliste américaine Maya Beiser, une amie de longue date du compositeur. La première de l'œuvre fut donnée le 18 octobre 2003 à l'Université Urbana-Champaign dans l'Illinois aux États-Unis.
En 2004, Cello Counterpoint est finaliste du Prix Pulitzer de musique.

## Structure
Cette pièce est d'une nature différente des autres « Counterpoints » créés par Reich. Cello Counterpoint est composée en référence au Quatrième quatuor de Belá Bartók. L'œuvre est constituée de trois mouvements classiques chez Steve Reich :
1. Fast
2. Slow
3. Fast

Pièce initialement composée pour violoncelle seul, il existe également une version pour huit instruments. L'exécution de Cello Counterpoint dure environ 12 minutes.

## Enregistrement
- Sur le disque You Are (Variations) – Cello Counterpoint, par Maya Beiser, Nonesuch Records, 2005.